# Saiguède
Saiguède település Franciaországban, Haute-Garonne megyében. Lakosainak száma 798 fő (2022. január 1.). Saiguède Bonrepos-sur-Aussonnelle, Fontenilles, Sainte-Foy-de-Peyrolières, Saint-Lys és Saint-Thomas községekkel határos.

## Népesség
A település népessége az elmúlt években az alábbi módon változott:
| Lakosok száma | 193  | 361  | 445  | 675  | 795  | 788  | 790  | 809  | 807  | 798  |
|               | 1968 | 1982 | 1990 | 2006 | 2013 | 2015 | 2017 | 2019 | 2020 | 2022 |